# Raubzeug
Als Raubzeug wurden Tiere bezeichnet, die Wild- und Nutztiere bejagten oder schädigten, die selbst aber nicht zum Jagdwild gezählt wurden, beispielsweise Rabenkrähe, Ratte und Fuchs.
Der heute wenig gebräuchliche Begriff entstammt der Jägersprache und wurde zu unterschiedlichen Zeiten, an verschiedenen Orten unterschiedlich verwendet. Die Abgrenzung zwischen Raubzeug und Raubwild war uneindeutig, so wurde z. B. der Fuchs mal als das eine, mal als das andere eingeordnet. Bis 1976 war der Begriff Inhalt des Bundesjagdgesetzes, wurde dann zu Gunsten treffenderer Formulierungen verworfen.

## Jagdrecht
Bis zur Streichung des Begriffes Raubzeug 1976 aus dem Bundesjagdgesetz war der Schutz des Wildes vor Raubzeug „Inhalt des Jagdschutzes“. Da der Begriff jedoch zunehmend weder dem Jagdrecht noch den Ideen des Naturschutzes oder des Tierschutzes entsprach, ist er in den heutigen Jagdgesetzen nicht mehr aufgeführt. Raubzeug ist nicht mit der Bezeichnung Raubwild zu verwechseln. Dazu zählen Dachs, Fuchs und Luchs nach dem Bundesjagdgesetz §2(1). Im Unterschied zum Wild gab es für Raubzeug keine Schonzeit. Nach wie vor ist der Schutz des Wildes vor wildernden Hunden und Katzen Bestandteil des Jagdschutzes (§ 23 BJagdG). Auch wildernde Katzen und Hunde fielen in die Kategorie Raubzeug.

## Durchführungsmaßnahmen
Da die Bejagung des Raubzeugs unter den Begriff des Jagdschutzes fiel, wurde ihre Durchführung an Jagdaufseher oder Berufsjäger delegiert. Da das Ziel die Ausrottung und Vertilgung war, wurde auf weidgerechte Bejagung kein Wert gelegt. Üblich waren der Fang mit Drahtschlingen, Schlag- und Tellereisen und Selbstschüsse (Legebüchsen). Zum Erlegen von Ottern diente die Ottergabel, Dachse wurden mit der Dachszange aus dem Bau gezogen. Im 18. Jahrhundert wurden vielerorts, zum Beispiel in Brandenburg, Raubzeug sowie auch der Wolf, Fuchs, Fischotter, Luchs, Biber und die Raubvögel, aber auch Krähen, prämiengestützt bekämpft: Für einen jeweils festgelegten Körperteil (Schwanz, Ohr, Nase, Klauen) zahlte die Obrigkeit einen bestimmten Betrag: Ein Wolf brachte, je nach Alter, bis zu vier Taler Schießprämie, eine Krähe einen Groschen. Gegen den Fuchs wurden zu Anfang des 20. Jahrhunderts mit Strychnin versetzte Giftköder ausgelegt.

## Tierarten
Raubzeug umfasste alle Tierarten, die dem Friedwild gefährlich werden konnten, zum Beispiel Ratten (Wanderratte), Greif- und Rabenvögel (Rabenkrähen, Elstern oder Eichelhäher), aber auch eingeschleppte Arten wie Waschbär oder Marderhund. Die Abgrenzung zwischen Raubwild und Raubzeug war historisch nicht konsistent, viele der erwähnten Arten sind später in den meisten Bundesländern in das Jagdrecht aufgenommen worden. Wildernde Hunde und Katzen wurden insofern auch als Raubzeug bezeichnet.
Rabenkrähen, Elstern oder Eichelhäher wurden auch als Gelichter bezeichnet.
Im Deutschen Jagdlexikon von 1998 steht, dass sich, obwohl der Begriff nicht mehr gebräuchlich sei, an der Sache nichts geändert habe und der Schutz des Wildes weiterhin ein vernünftiger Grund nach § 17 Tierschutzgesetz ist, bestimmte Tiere zum Schutz des Wildes zu regulieren. Der Abschuss von wildernden Hunden wird inzwischen nach dem § 17 Abs. 1 TierSchutzG ausgeschlossen, solange dem Hund das Wildern nicht nachgewiesen wurde. Für Katzen gelten in den Landesgesetzen unterschiedliche Mindestentfernungen zu bewohnten Gebieten.

## Kritik
Es ist umstritten, ob sich der Abschuss von Raubzeug und Raubwild auf den Bestand der Tierarten auswirkt, die damit geschützt werden sollen. Beispielsweise können durch die Bejagung von Rabenkrähen deren Bestandszahlen sogar steigen, da nach dem Abschuss eines Brutvogels oftmals nichtbrütende Exemplare in dessen altes Revier einwandern. Umgekehrt steigt durch den Abschuss von Nichtbrütern der Bruterfolg der brütenden Revierinhaber.
Von 1990 bis 1996 wurde in einem 700 Hektar (7 Quadratkilometer) großen Jagdrevier im nördlichen Saarland ein Großversuch unter der wissenschaftlichen Leitung des Biologen Paul Müller durchgeführt, bei dem ein möglichst gründlicher Abschuss von jeglichem Raubwild und Raubzeug angestrebt wurde. Geklärt werden sollte damit, inwieweit sich diese intensive Bejagung auf die Bestände von Niederwild und Singvögeln einerseits sowie auf die Bestände der bejagten Arten andererseits auswirkt. Insgesamt wurden auf der angegebenen Fläche im Verlauf von sieben Jahren unter anderem 2242 Rabenvögel sowie 922 Stück Raubwild, darunter 579 Füchse, geschossen. Die Auswertung ergab, dass bei den meisten Tierarten keine signifikante Änderung der Bestandszahlen zu verzeichnen war. Allerdings nahm die Zahl der Füchse sogar deutlich zu. Bei den Rabenkrähen lagen die Abschusszahlen in den letzten beiden Jahren um 40 % über denen der beiden ersten. Ein Einfluss auf die Bestandszahlen von Singvögeln und Niederwild konnte nicht festgestellt werden.